# 1930 dans le catholicisme
Chronologie du catholicisme
- 1926
- 1927
- 1928
- 1929
- 1930
- 1931
- 1932
- 1933
- 1934

Cet article présente les faits marquants de l'année 1930 dans le catholicisme.

## Évènements
- 7 au 11 mai : congrès eucharistique international à Carthage.
- 22 juin : canonisation de Catalina Tomas et de Lucie Filippini.
- 29 juin : canonisation des Martyrs canadiens, de Robert Bellarmin et de Théophile de Corte.
- 30 juin : création de 5 cardinaux par Pie XI.
- 13 août : nouvelle érection du Diocèse d'Aix-la-Chapelle, supprimé en 1821.
- 13 octobre : reconnaissance officielle par l'Église catholique des apparitions mariales de Fátima.
- 31 décembre : publication de l'encyclique Casti connubii sur le sacrement du mariage et la chasteté de l'union conjugale.

## Naissances
- 8 janvier : Bienheureuse Bibiane Leclercq, religieuse, missionnaire en Algérie et martyre française († 3 septembre 1995)
- 23 janvier : Georges Morand, prêtre, exorciste et essayiste français († 28 janvier 2014)
- 26 janvier : Thomas Gumbleton, prélat américain, évêque auxiliaire de Détroit et évêque titulaire d'Ululi (de) († 4 avril 2024)
- 27 janvier : 
  - Aloysius Ambrozic, cardinal canadien, archevêque de Toronto († 26 août 2011)
  - Gabriel Montalvo Higuera, prélat colombien, diplomate du Saint-Siège et archevêque titulaire de Celene (de) († 2 août 2006)
- 30 janvier : Albert Kanene Obiefuna, prélat nigérian, archevêque d'Onitsha († 11 mai 2011)
- 3 février : Amédée Grab, prélat suisse, évêque de Coire († 19 mai 2019)
- 9 février : André Wartelle, prêtre, écrivain, universitaire, latiniste et helléniste français († 4 décembre 2001)
- 15 février : 
  - Jean Bonfils, prélat français, évêque de Nice
  - Giorgio Zur, prélat allemand, diplomate du Saint-Siège et archevêque titulaire de Sesta († 8 janvier 2019)
- 18 février : Henri Burin des Roziers, prêtre dominicain, avocat et missionnaire français au Brésil († 26 novembre 2017)
- 1er mars : Bienheureux Bruno Lemarchand, moine trappiste, missionnaire en Algérie et martyr français († 1996)
- 5 mars : Guy Gaucher, prélat français, évêque auxiliaire de Bayeux et évêque titulaire de Rota († 3 juillet 2014)
- 9 mars : Stephen Fumio Hamao, cardinal japonais de la Curie († 8 novembre 2007)
- 14 mars : Jordi Mas Castells, prêtre espagnol, missionnaire au Cameroun († 18 novembre 2010)
- 18 mars : Adam Joseph Maida, cardinal américain, archevêque de Détroit
- 20 mars : Thomas Stafford Williams, cardinal néo-zélandais, archevêque de Wellington († 22 décembre 2023)
- 26 mars : Théodore Khoury, théologien et enseignant germano-libanais († 14 juillet 2023)
- 30 mars : Philippe Kpodzro, prélat togolais, archevêque de Lomé († 9 janvier 2024)
- 31 mars : Julián Herranz Casado, cardinal espagnol de la Curie, précédemment archevêque titulaire de Vertara (de)
- 1er avril : Francis Gossman, prélat américain, évêque de Raleigh († 12 août 2013)
- 14 avril : Martin Bormann junior, prêtre et théologien allemand († 11 mars 2013)
- 20 avril : 
  - Ivo Fürer, prélat suisse, évêque de Saint-Gall († 12 juillet 2022)
  - Giuseppe De Andrea, prélat italien, diplomate du Saint-Siège et archevêque titulaire d'Antium (de) († 29 juin 2016)
- 23 avril : Michael Bowen, prélat britannique, archevêque de Southwark († 17 octobre 2019)
- 25 avril : Michael Cooper, prêtre jésuite, historien et missionnaire américain au Japon († 31 mars 2018)
- 4 mai : Pius Suh Awa, prélat camerounais, évêque de Buéa († 9 février 2014)
- 20 mai : René Séjourné, prélat français, évêque de Saint-Flour († 1er juin 2018)
- 25 mai : Joaquín Piña Batllevell, prélat jésuite espagnol, missionnaire en Argentine et au Paraguay, évêque de Puerto Iguazú († 9 juillet 2013)
- 14 juin : André Wouking, prélat camerounais, archevêque de Yaoundé († 11 novembre 2002)
- 23 juin : Stan Rougier, prêtre et écrivain français
- 29 juin : Émile Marcus, prélat sulpicien français, archevêque de Toulouse
- 1er juillet : Joseph Lépine, prêtre, missionnaire au Maroc et écrivain français († 22 novembre 2014)
- 6 juillet : Michel Schooyans, prêtre, enseignant et théologien belge († 3 mai 2022)
- 7 juillet : Theodore McCarrick, ancien cardinal américain renvoyé de l'état clérical pour abus sexuels, précédemment évêque auxiliaire de New York et évêque titulaire de Rusibisir (de), évêque de Metuchen (en), archevêque de Newark puis de Washington († 3 avril 2025)
- 9 juillet : Donald McGuire, prêtre jésuite américain, confesseur de Mère Teresa, renvoyé de l'état clérical pour abus sexuels († 2017)
- 15 juillet : Bienheureux Henri Vergès, religieux mariste, enseignant, missionnaire en Algérie et martyr français († 8 mai 1994)
- 20 juillet : Pierre Joatton, prélat français, évêque de Saint-Étienne († 22 novembre 2013)
- 21 juillet : Michael Bzdel, prélat canadien gréco-catholique, archevêque de Winnipeg des Ukrainiens († 3 avril 2012)
- 30 juillet : Max Cloupet, prêtre, pédagogue et éducateur français († 26 mai 2005)
- 31 juillet : André Vallée, prélat canadien, évêque de Hearst († 28 février 2015)
- 6 août : Fernando Karadima, prêtre chilien renvoyé de l'état clérical en raison d'abus sexuels sur mineurs († 25 juillet 2021)
- 14 août : Joseph Powathil (en), prélat indien, archevêque de Changanacherry (en) († 18 mars 2023)
- 28 août : Johannes Antonius de Kok, prélat néerlandais, évêque auxiliaire de l'archidiocèse d'Utrecht et évêque titulaire de Trevico (it)
- 30 août : 
  - Charles Aimé Halpin, prélat canadien, archevêque de Regina († 16 avril 1994)
  - Paul Poupard, cardinal français de la Curie, précédemment archevêque titulaire d'Usula (de)
- 6 septembre : Salvatore De Giorgi, cardinal italien, archevêque de Palerme
- 18 septembre : 
  - Ignace Moussa Ier Daoud, cardinal syrien de la Curie, patriarche syriaque d'Antioche († 7 avril 2012)
  - Aloysius Schwartz, prêtre, missionnaire aux Philippines et vénérable américain, fondateur des Sœurs de Marie († 16 mars 1992)
- 23 septembre : Mathew Cheriankunnel, prélat indien, évêque de Nalgonda (en) puis de Kurnool (en) († 30 mars 2022)
- 24 septembre : Frederic Raurell, prêtre capucin, théologien et bibliste espagnol († 21 décembre 2023)
- 26 septembre : Michele Giordano, cardinal italien, archevêque de Naples († 2 décembre 2010)
- 3 octobre : Andreas Hönisch, prêtre allemand, fondateur de la Katholische Pfadfinderschaft Europas et des Serviteurs de Jésus et Marie († 25 janvier 2008)
- 4 octobre : Wilhelm Willms, prêtre et auteur allemand de chansons religieuses († 25 décembre 2002)
- 9 octobre : Lucien Daloz, prélat français, archevêque de Besançon († 31 juillet 2012)
- 15 octobre : Christian Wiyghan Tumi, cardinal camerounais, archevêque de Douala († 3 avril 2021)
- 18 octobre : Hubert Coppenrath, prélat français, archevêque de Papeete († 31 juillet 2022)
- 23 octobre : Amédée Nagapen, prêtre et historien mauricien († 16 juin 2012)
- 31 octobre : Goulven Madec, prêtre assomptionniste et historien français († 20 avril 2008)
- 5 novembre : Guy Lafon, prêtre, théologien et universitaire français († 16 avril 2020)
- 11 novembre : Rose Marie Muraro, écrivaine et éditrice brésilienne, théologienne de la libération († 21 juin 2014)
- 14 novembre : Jānis Pujats, cardinal letton, archevêque de Riga
- 30 novembre : Jacques Hamel, prêtre français, victime du terrorisme islamiste, serviteur de Dieu († 26 juillet 2016)
- 3 décembre : Frédéric Etsou, cardinal congolais, archevêque de Kinshasa († 6 janvier 2007)
- 13 décembre : Karl Braun, prélat allemand, archevêque de Bamberg
- 22 décembre : Jacques David, prélat français, évêque d’Évreux († 19 décembre 2018)

## Décès
- 7 janvier : Max Schmalzl, religieux rédemptoriste, peintre et illustrateur allemand (° 7 juillet 1850)
- 14 janvier : Bienheureuse Alphonsa Clerici, religieuse italienne (° 14 février 1860)
- 28 janvier : Bienheureux Mosè Tovini, prêtre et enseignant italien (° 27 décembre 1877)
- 29 janvier : Martin Landerretche, prêtre, bascologue et écrivain français de langue basque (° 26 juillet 1942)
- 22 février : Carlo Perosi, cardinal italien de la Curie (° 18 décembre 1868)
- 25 février : Saint Callisto Caravario, prêtre salésien, missionnaire et martyr en Chine (° 18 juin 1903)
- 26 février : Rafael Merry del Val, cardinal espagnol de la Curie, précédemment archevêque titulaire de Nicée (° 10 octobre 1865)
- 19 mars : Joseph Dupont, prélat et missionnaire français, vicaire apostolique du Nyassa et évêque titulaire de Thibaris (de) (° 23 juillet 1850)
- 5 avril : Paul-Félix Beuvain de Beauséjour, prélat français, évêque de Carcassonne (° 16 décembre 1839)
- 18 avril : Joaquim Arcoverde de Albuquerque Cavalcanti, premier cardinal brésilien, archevêque de Rio de Janeiro (° 17 janvier 1850)
- 26 mai : Alphonse-Gabriel Foucault, prélat français, évêque de Saint-Dié (° 24 mars 1843)
- 28 mai : Louis-Joseph Luçon, cardinal français, archevêque de Reims (° 28 octobre 1842)
- 31 mai : Maximilian von Lingg, prélat allemand, évêque d'Augsbourg (° 8 mars 1842)
- 9 juillet : Vincenzo Vannutelli, cardinal italien de la Curie, précédemment diplomate du Saint-Siège et archevêque titulaire de Sardes (de) (° 5 décembre 1836)
- 30 juillet : Ernest Aberlenc, prêtre français, poète de langue occitane (° 11 septembre 1847)
- 27 août : Hippolyte-Marie de La Celle, prélat français, évêque de Nancy (° 8 février 1863)
- 28 septembre : Maurice Rivière, prélat français, archevêque d'Aix-en-Provence (° 6 juin 1859)
- 23 octobre : Vicente Casanova y Marzol, cardinal espagnol, archevêque de Grenade (° 16 avril 1854)
- 27 octobre : Stanislas Chevalier, prêtre jésuite, explorateur et missionnaire français en Chine (° 22 octobre 1852)
- 31 octobre : Bienheureuse Irene Stefani, religieuse italienne, missionnaire au Kenya (° 2 août 1891)
- 3 novembre : Joseph Barbedette, voyant de l'apparition mariale de Pontmain puis prêtre français (° 20 novembre 1860)
- 7 novembre :
  - Alexis-Armand Charost, cardinal français, archevêque de Rennes (° 14 novembre 1860)
  - Alfonso Maria Mistrangelo, cardinal italien, archevêque de Florence (° 26 avril 1852)
- 21 novembre : Jean-Marie Le Jeune, prêtre, traducteur, éditeur et écrivain canadien d'origine française (° 12 avril 1855)